# Stephen Gregory
Stephen Gregory (Manhasset, 11 februari 1965) is een Amerikaans acteur.

## Biografie
Gregory is opgegroeid als jongste in een gezin van zeven kinderen en groeide op in New York. Hij begon met studeren aan de New York-universiteit in een filmprogramma maar stopte met zijn studie om zich te wijden aan het acteren. In de beginjaren '90 verliet hij het acteren om voor zichzelf te beginnen met een mediabedrijf in Los Angeles, in deze tijd speelde hij nog wel een terugkerende rol in de televisieserie Law & Order: Special Victims Unit als dr. Kyle Beresford. Hij verdeelt nu zijn tijd tussen New York en Los Angeles.

## Filmografie

### Film
- 1985 The Heavenly Kid – als Fred Gallo

### Televisieseries
Uitgezonderd eenmalige gastrollen.
- 2004 – 2011 Law & Order: Special Victims Unit – als dr. Kyle Beresford – 18 afl.
- 1988 – 1991 The Young and the Restless – als Chase Benson – 74 afl.
- 1987 – 1988 As the World Turns – als Timothy Hamilton - 10 afl.